# Babarcszőlős
Babarcszőlős es un pueblo ubicado en el condado de Baranya, Hungría.

## Superficie
Posee una superficie de 4,25 kilómetros cuadrados.

## Demografía
Hasta 2021 la población era de 81 habitantes, con una densidad de población de 19,05 habitantes por kilómetro cuadrado.